# کابیاسوو
کابیاسوو (انگلیسی: Kabyasovo) یک شهرک در شهرستان ایشیمبایسکی استان باشقیرستان کشور روسیه است.